# Tramremise Westervoortsedijk
De tramremise Westervoortsedijk was een remise in de Nederlandse gemeente Arnhem voor het Arnhemse tramnet. In 1944 werd de remise en het daarin aanwezige trammaterieel verwoest, waarna Arnhem na de oorlog overschakelde op een trolleynetwerk. De remise is gebouwd in 1911 naar ontwerp van Gerrit Versteeg. De remise bevond zich oostelijk van de Rijnbrug op een terrein waar zich meer gemeentelijke voorzieningen bevonden zoals een elektriciteitscentrale en gemeentewerf. De remise was opgebouwd uit baksteen en had acht sporen.
Op zondag 17 september 1944 kwam er een abrupt einde aan het trambedrijf als gevolg van de oorlogshandelingen tijdens de slag om Arnhem.
Doordat de stroom uitviel, strandden de paar trams die 's ochtends in de stad onderweg waren en deze werden naderhand beschadigd. Door beschietingen nabij de Rijnbrug werd de remise met daarin het grootste deel van het wagenpark in brand geschoten, waardoor er slechts verbrande wrakken overbleven. Na de bevrijding werd het trambedrijf niet hervat. Na de oorlog is in hetzelfde gebied de trolleybusremise Westervoortsedijk gebouwd.

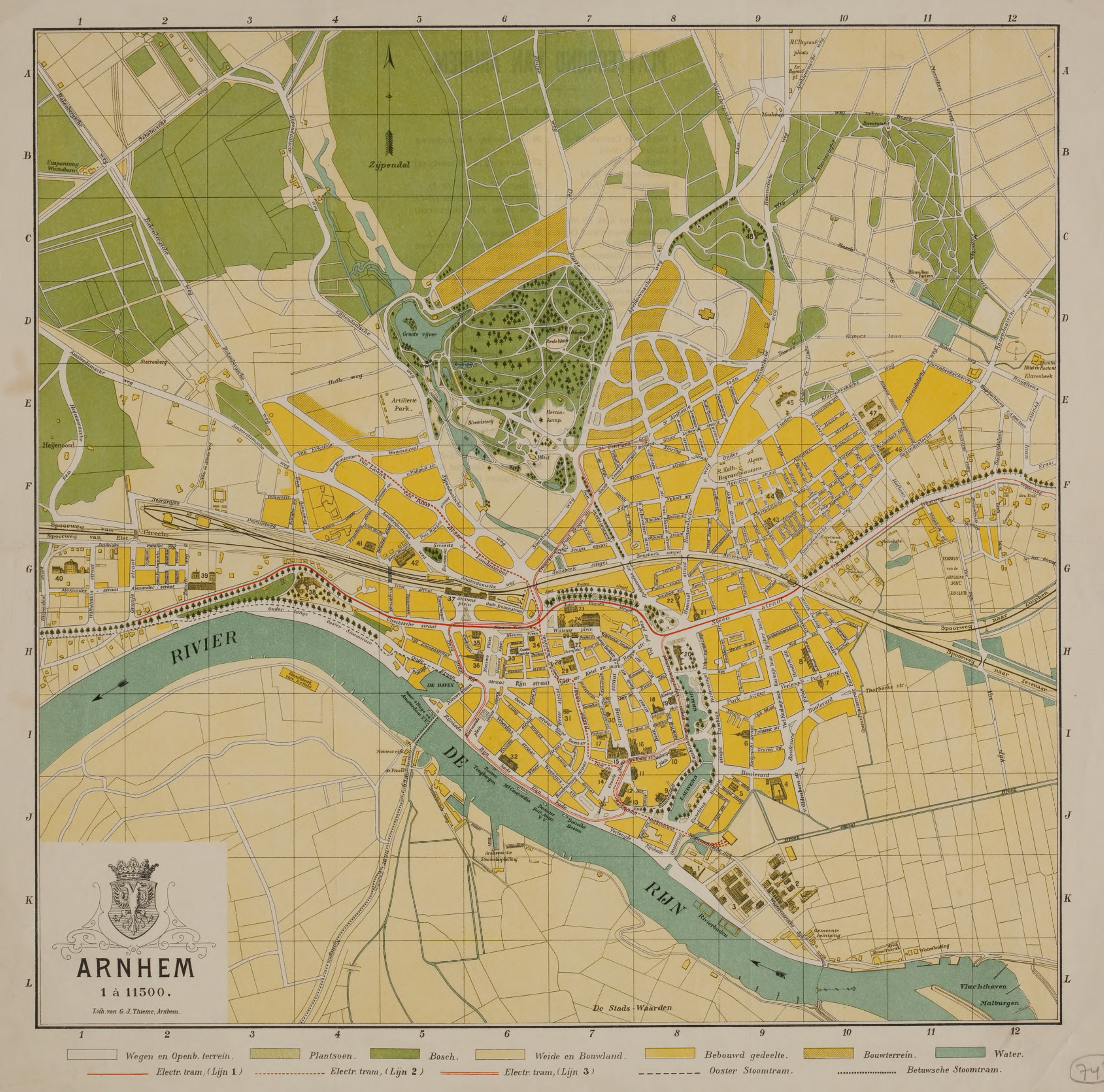
Plattegrond van de tramlijnen (rood) en remise in Arnhem bij de aanvang in 1911
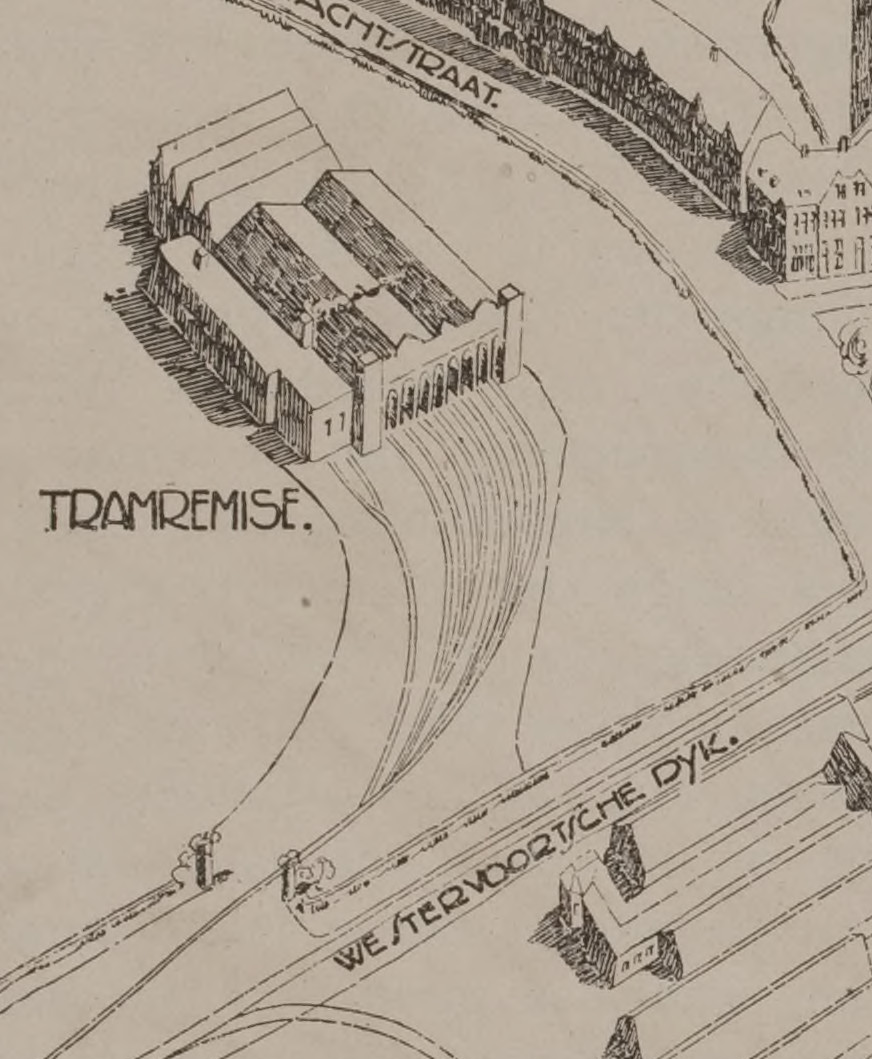
Tekening in vogelvlucht van de remise uit 1918
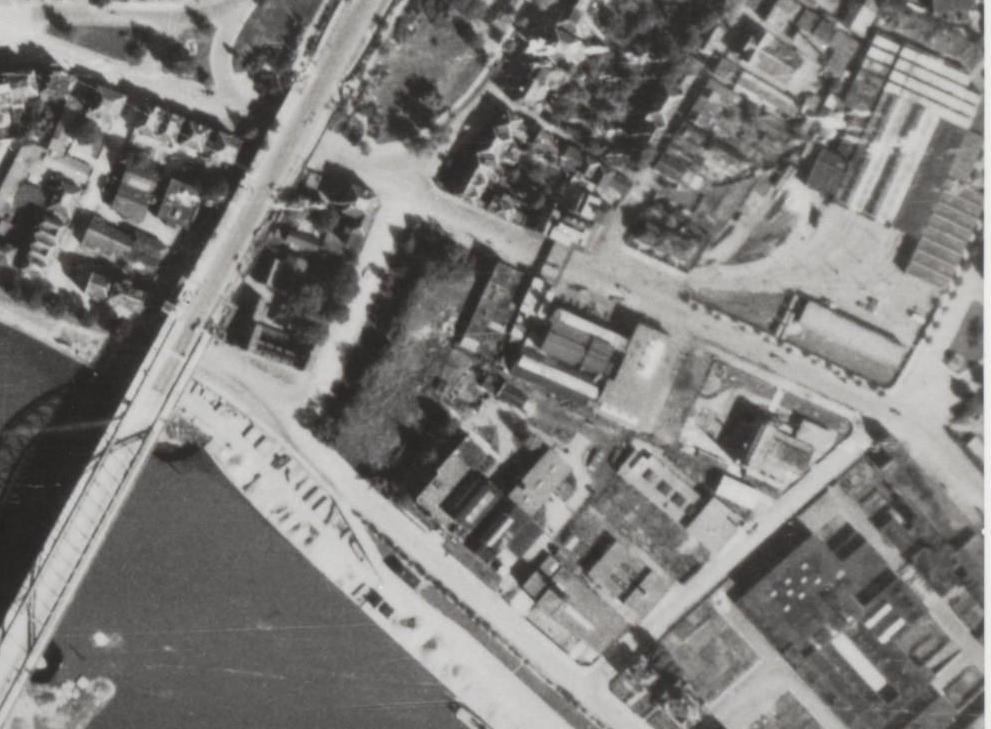
Luchtfoto van de tramremise (rechtsboven) vijf dagen voor de verwoesting in 1944
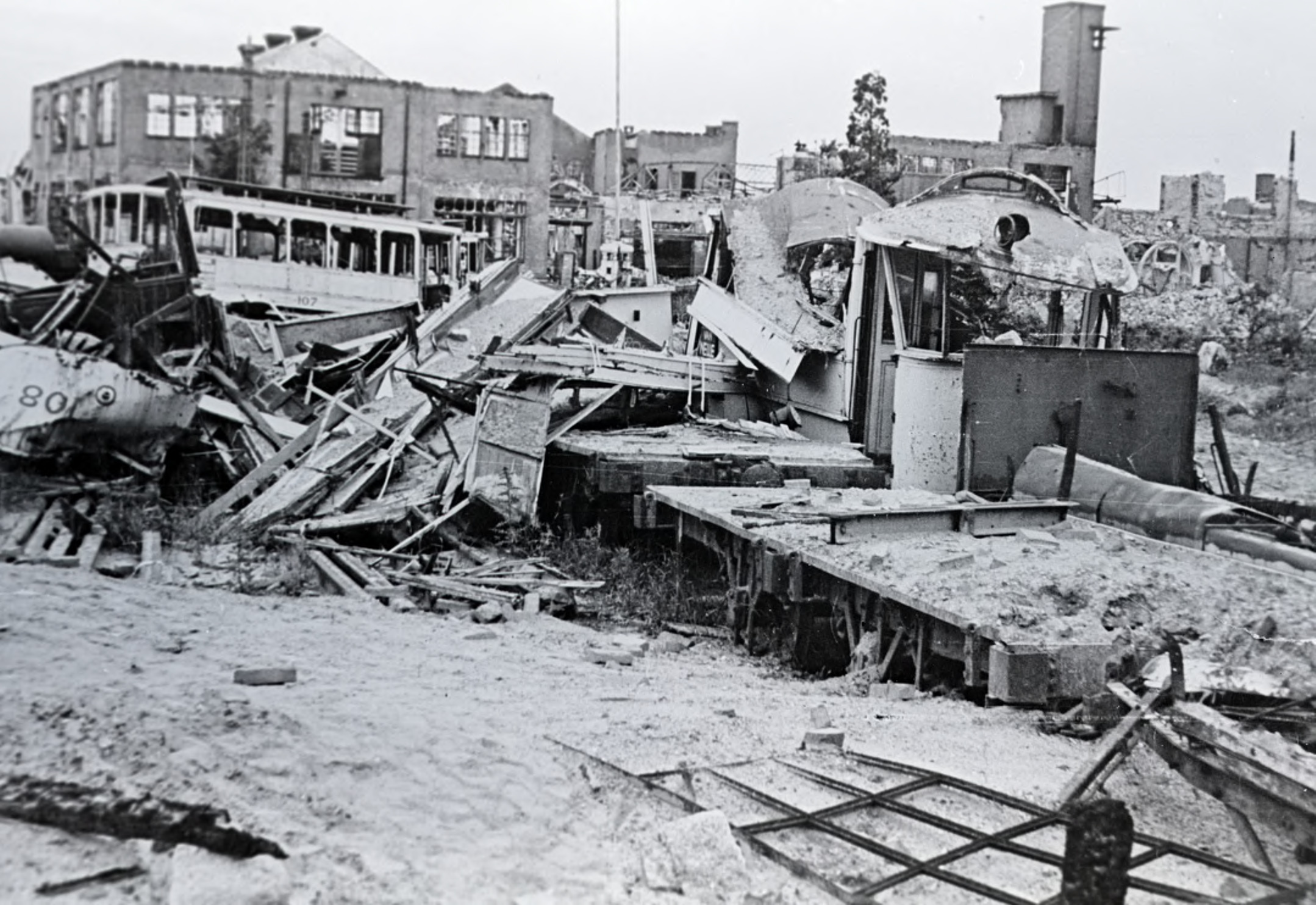
Foto van de verwoestingen, 1945

## Replica

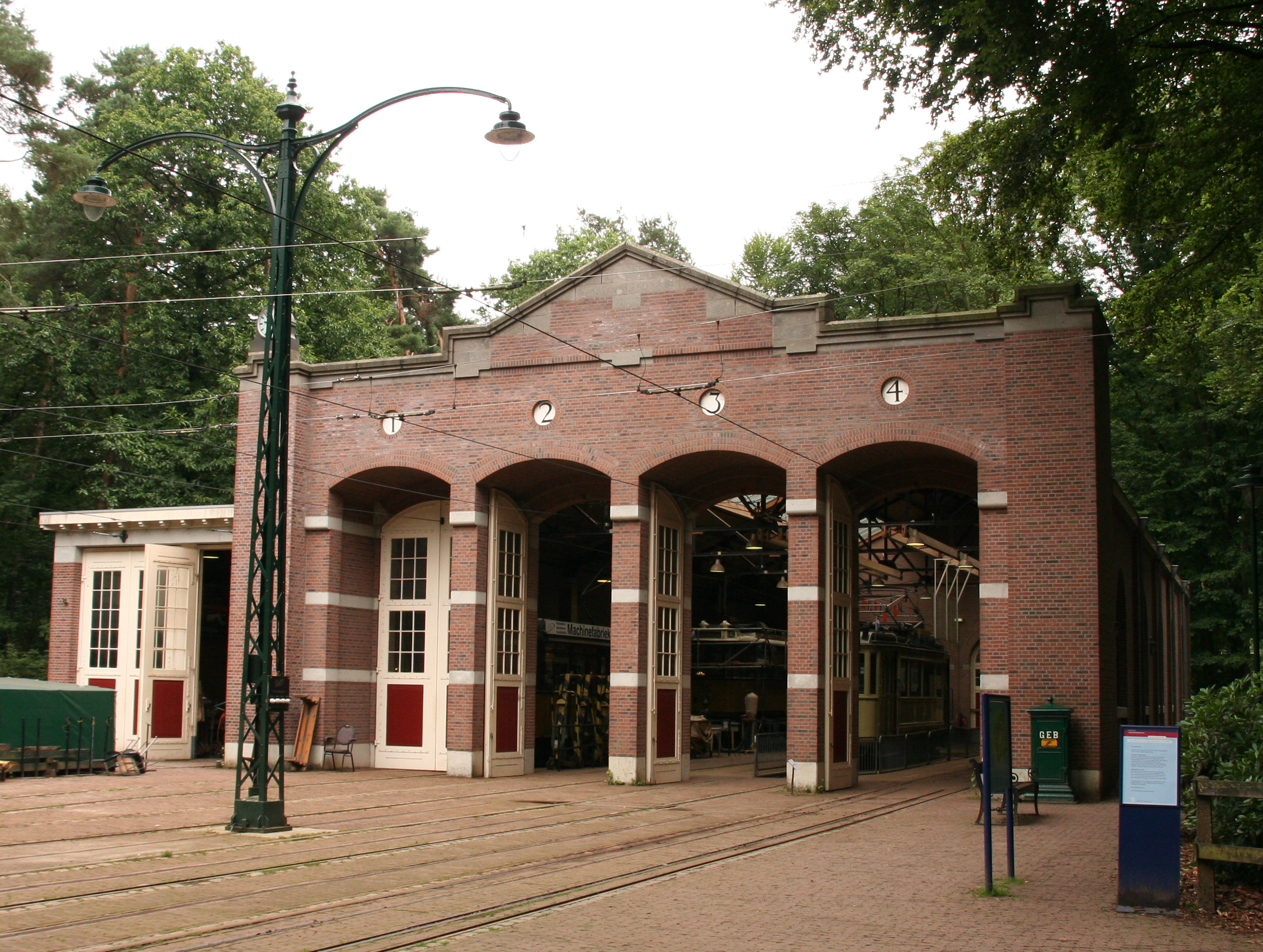
Replica in het Nederlands Openluchtmuseum

Een replica van een deel van de tramremise is in 1996 gebouwd in het Nederlands Openluchtmuseum bij de aanleg van de museumtramlijn. De replica heeft vier in plaats van acht sporen en is de helft korter dan het origineel. Voor de bouw van de replica moesten op foto's van de originele remise de bakstenen geteld worden om de maten te weten te komen; ook alle tekeningen waren in de oorlog verloren gegaan.